# Muurleeuwenbek-orde
De muurleeuwenbek-orde (Tortulo-Cymbalarietalia) is een orde uit de muurvaren-klasse (Asplenietea). De orde omvat rots- en muurvegetatie.

## Naamgeving en codering
- Syntaxoncode voor Nederland (rVvN): r21A
- BWK-karteringscode: km

De wetenschappelijke naam Tortulo-Cymbalarietalia is afgeleid van de botanische namen van twee kensoorten binnen de orde. Dit zijn de soorten gewoon muursterretje (Tortula muralis) en muurleeuwenbek (Cymbalaria muralis).

## Kenmerken

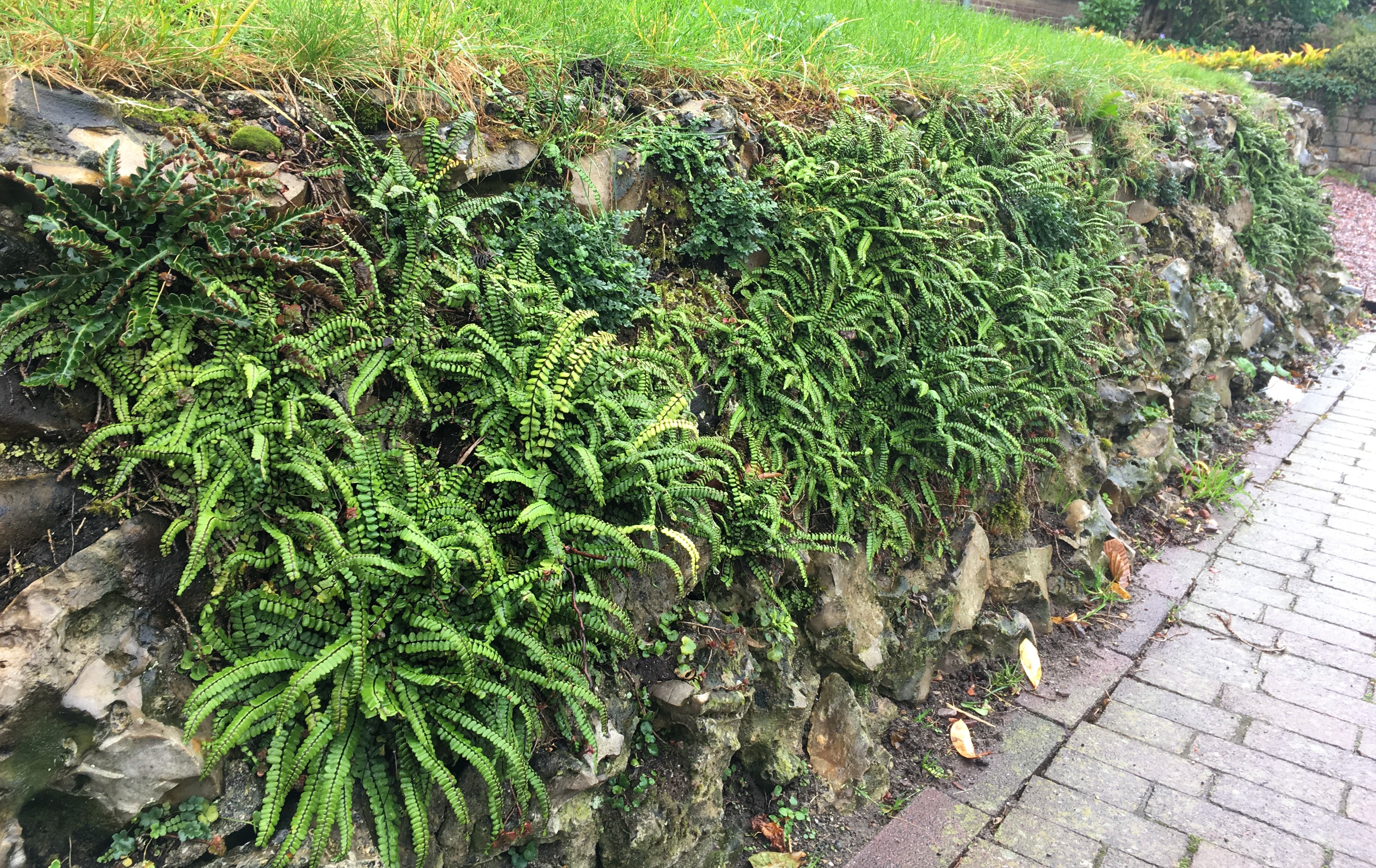
De muurvaren-associatie op een stapelmuur.

Voor de kenmerken van deze orde, zie de muurvaren-klasse.

## Onderliggende syntaxa in Nederland en Vlaanderen
De muurleeuwenbek-orde wordt in Nederland en Vlaanderen vertegenwoordigd een tweetal verbonden met allebei twee associaties.
- - verbond van klein glaskruid (Parietarion judaicae)
    - associatie van klein glaskruid (Asplenio-Parietarietum)
    - muurbloem-associatie (Asplenio-Cheiranthetum)

  - muurleeuwenbek-verbond (Cymbalario-Asplenion)
    - muurvaren-associatie (Asplenietum rutae-murario-trichomanis)
    - tongvaren-associatie (Filici-Saginetum)

## Diagnostische taxa voor Nederland en Vlaanderen
In de onderstaande synoptische tabel staan de belangrijkste diagnostische taxa van de muurleeuwenbek-orde voor Nederland en Vlaanderen.
Kruidlaag
| Kentaxon | Diff.soort | Abundantie | Triviale naam  | Botanische naam    | Opmerking | Afbeelding |
| -------- | ---------- | ---------- | -------------- | ------------------ | --------- | ---------- |
| kO       |            | A/O        | muurleeuwenbek | Cymbalaria muralis |           |            |

Moslaag
| Kentaxon | Diff.soort | Abundantie | Triviale naam        | Botanische naam | Opmerking | Afbeelding |
| -------- | ---------- | ---------- | -------------------- | --------------- | --------- | ---------- |
| kO       |            | F          | gewoon muursterretje | Tortula muralis |           |            |

## Afgeleide gemeenschappen
Binnen de muurleeuwenbek-orde worden op ordeniveau in Nederland en Vlaanderen drie afgeleide gemeenschappen onderscheiden. Het gaat om drie rompgemeenschappen.

### Rompgemeenschap met muurvaren

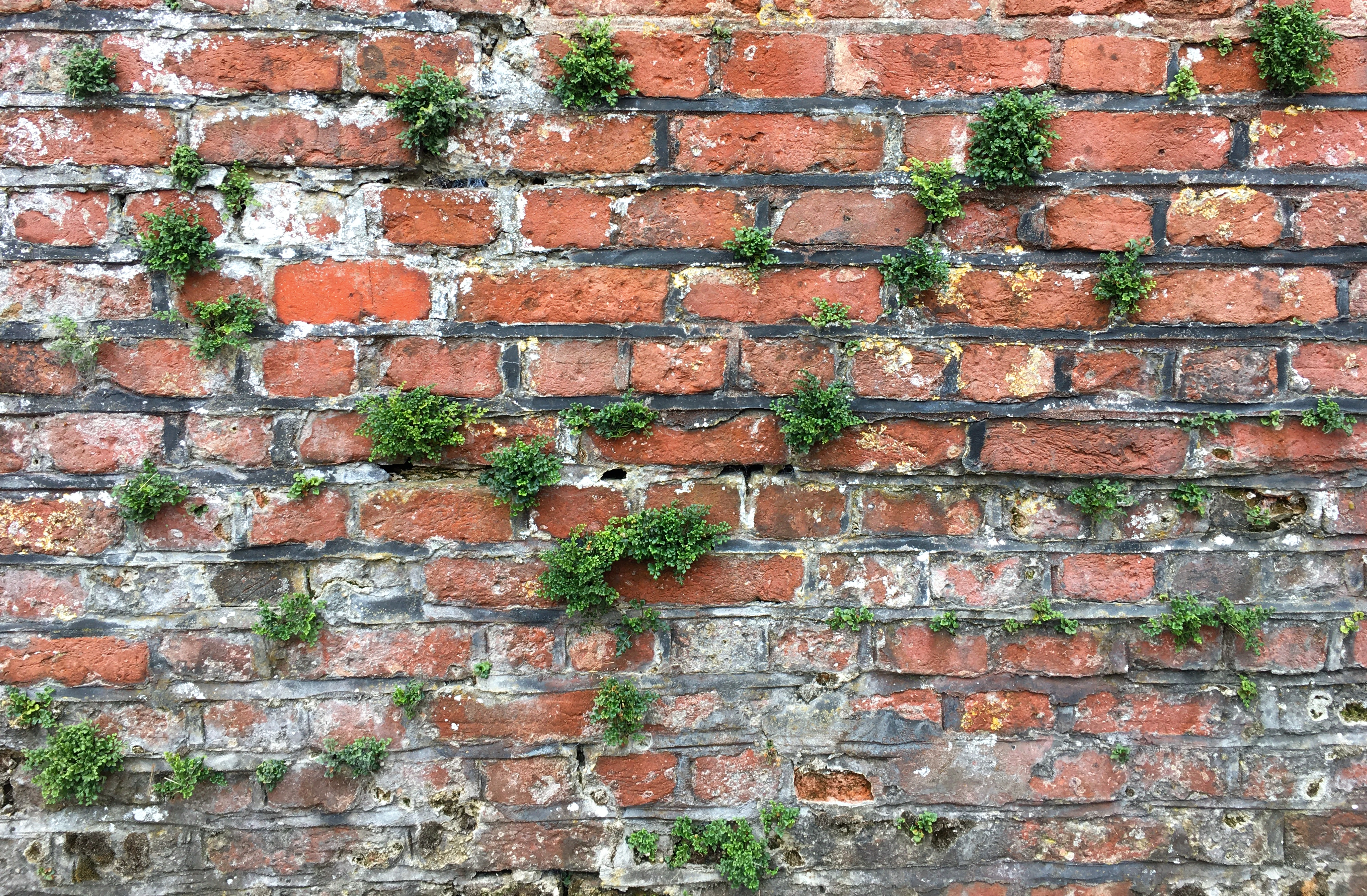
Rompgemeenschap met muurvaren

Een rompgemeenschap met muurvaren, RG Asplenium ruta-muraria-[Tortulo-Cymbalarietalia], omvat soortenarme muurvegetatie waarin de enige dominante en aspectbepalende diagnostische soort muurvaren is. Deze rompgemeenschap treedt op in de fase dat de muurvegetatie zich moet ontwikkelen tot associatie, maar kan ook ontstaan doordat een goed ontwikkelde muurvegetatie wordt aangetast doordat de muur wordt geschoond. De Nederlandse syntaxoncode (rVvN) voor deze rompgemeenschap is r21RG03.

### Rompgemeenschap met muurleeuwenbek

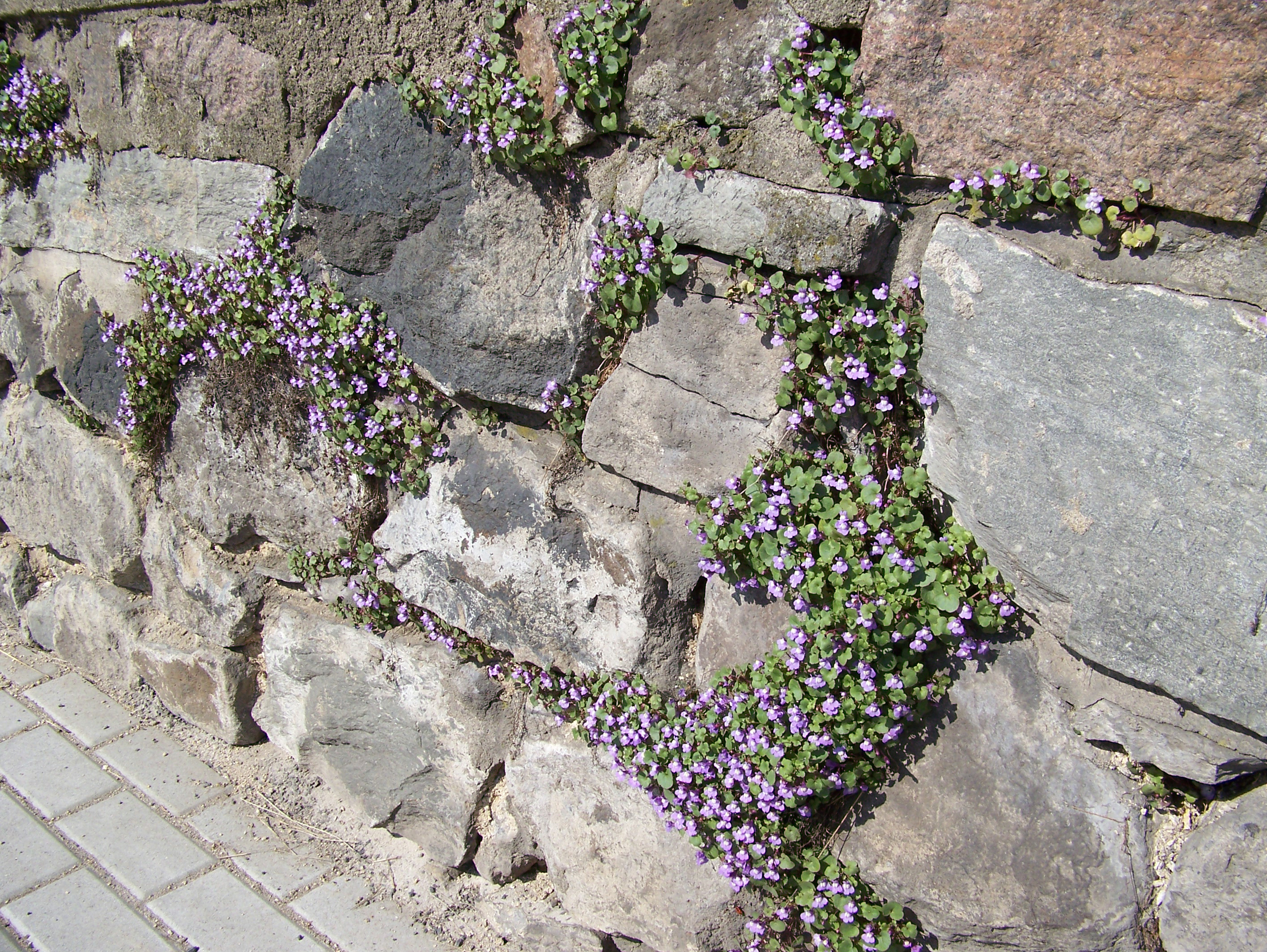
Rompgemeenschap met muurleeuwenbek

Een rompgemeenschap met muurleeuwenbek, RG Cymbalaria muralis-[Tortulo-Cymbalarietalia], omvat slecht ontwikkelde, soortenarme muurvegetatie waarin muurleeuwenbek de aspectbepalende vaatplant is. De Nederlandse syntaxoncode (rVvN) voor deze rompgemeenschap is r21RG04.

### Rompgemeenschap met grasklokje
Een rompgemeenschap met grasklokje, RG Campanula rotundifolia-[Tortulo-Cymbalarietalia], omvat muurvegetatie waarin grasklokje aspectbepalend is de rest en de vegetatie door het ontbreken van soorten niet tot een associatie kan worden gerekend. In Nederland komt deze rompgemeenschap vooral voor in Limburg. De Nederlandse syntaxoncode (rVvN) voor deze rompgemeenschap is r21RG05.

## Fotogalerij

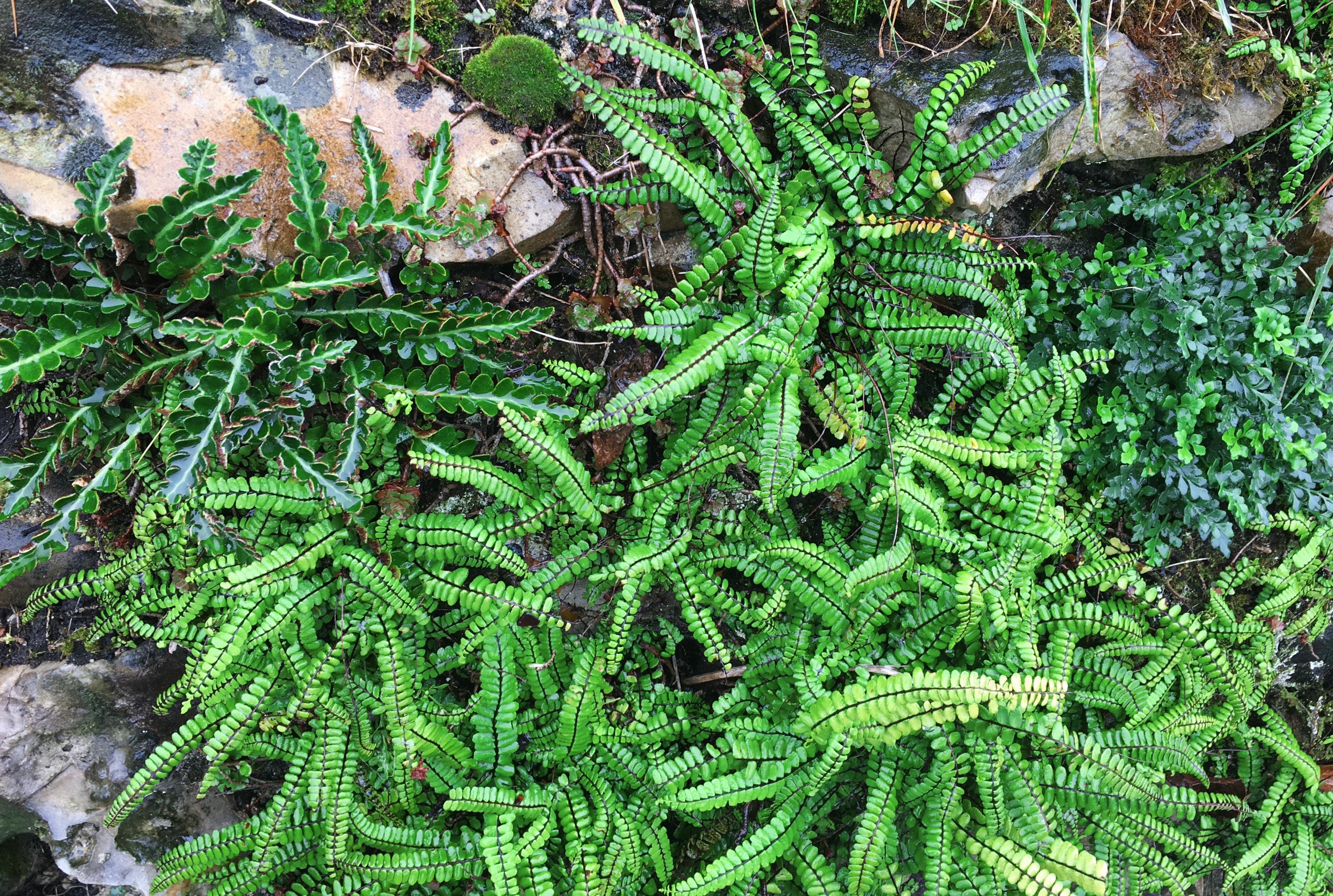
Close-up van de muurvaren-associatie, met drie kensoorten
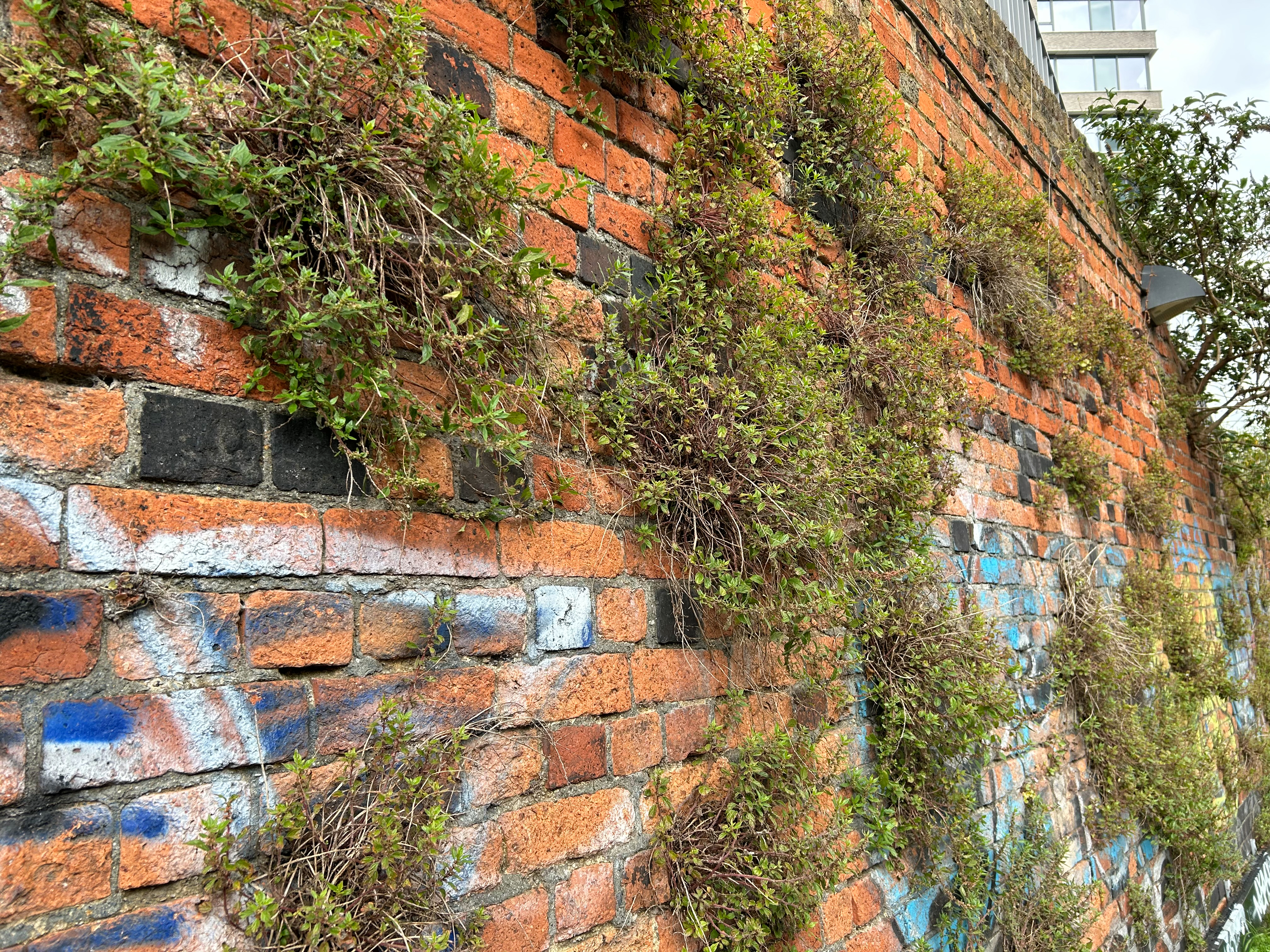
Zeer vroeg zomeraspect van de associatie van klein glaskruid
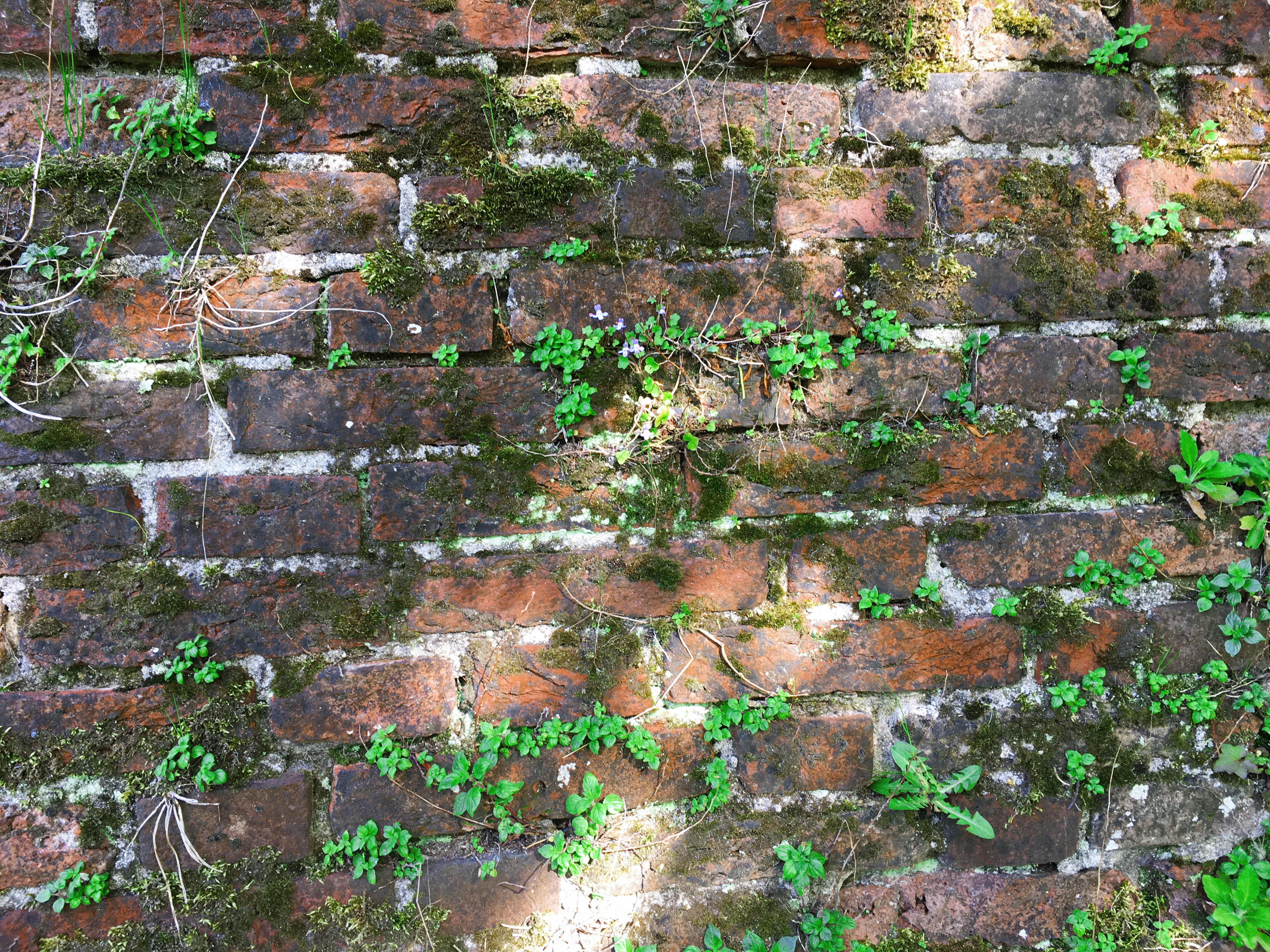
Associatie van klein glaskruid